# Volksabstimmungen in der Schweiz 1894
Dieser Artikel bietet eine Übersicht der Volksabstimmungen in der Schweiz im Jahr 1894.
In der Schweiz fanden auf Bundesebene drei Volksabstimmungen statt, im Rahmen dreier Urnengänge am 4. März, 3. Juni und 4. November. Dabei handelte es sich um ein obligatorisches Referendum und zwei Volksinitiativen.

## Abstimmung am 4. März 1894

### Ergebnis
| Nr. | Vorlage | Art | Stimm- berechtigte | Abgegebene Stimmen | Beteiligung | Gültige Stimmen | Ja      | Nein    | Ja-Anteil | Nein-Anteil | Stände | Ergebnis |
| --- | --- | --- | ------------------ | ------------------ | ----------- | --------------- | ------- | ------- | --------- | ----------- | ------ | -------- |
| 41  | Bundesbeschluss vom 20. Dezember 1893 betreffend Ergänzung der Bundesverfassung durch einen Zusatz bezüglich des Rechts der Gesetzgebung über das Gewerbewesen | OR  | 676'854            | 316'707            | 46,79 %     | 294'205         | 135'713 | 158'492 | 46,13 %   | 53,87 %     | 7½:14½ | nein     |

### Gesetzgebung über das Gewerbewesen
In den 1880er Jahren wuchs bei Gewerbebetrieben und ihnen nahestehenden Organisationen der Wunsch nach einer allgemeingültigen gesetzlichen Regulierung der Branche. Auf Kritik stiessen insbesondere die schlechte Ausbildung in den Lehrbetrieben und der mangelnde Schutz jener gewerblichen Arbeitnehmer, die nicht vom Fabrikgesetz profitierten. Dem Bund fehlte damals die Gesetzgebungskompetenz, weshalb zuerst die Bundesverfassung ergänzt werden musste. 1892 schlug der Bundesrat dem Parlament einen neuen Artikel 34ter vor: «Der Bund ist befugt, über das Gewerbewesen einheitliche Vorschriften aufzustellen.» Er verzichtete aber auf jegliche weitere ergänzende Abschnitte. Freisinnige, Sozialdemokraten und Grütliverein unterstützen die neue Bundeskompetenz, ebenso der Zentralvorstand des Schweizerischen Gewerbevereins. Organisierter Widerstand kam erst kurz vor dem Abstimmungstermin auf. In der Romandie gab es grundsätzliche Bedenken gegen eine weitere Kompetenzverlagerung zum Bund und gegen eine mögliche Einschränkung der Handels- und Gewerbefreiheit durch Berufsgenossenschaften. Der Verband der St. Galler Stickerei wiederum befürchtete, der Verfassungsartikel könnte einseitig für den Arbeiterschutz herangezogen werden. Letztlich resultierte eine knappe Ablehnung. Rückblickend kritisierte der Gewerbeverein die Passivität der Parteien, hauptverantwortlich für die Niederlage sei aber die Uneinigkeit und Unentschiedenheit im eigenen Lager gewesen.

## Abstimmung am 3. Juni 1894

### Ergebnis
| Nr. | Vorlage                                                                   | Art | Stimm- berechtigte | Abgegebene Stimmen | Beteiligung | Gültige Stimmen | Ja      | Nein    | Ja-Anteil | Nein-Anteil | Stände | Ergebnis |
| --- | ------------------------------------------------------------------------- | --- | ------------------ | ------------------ | ----------- | --------------- | ------- | ------- | --------- | ----------- | ------ | -------- |
| 42  | Eidgenössische Volksinitiative «zur Gewährleistung des Rechts auf Arbeit» | VI  | 680'731            | 392'027            | 57,59 %     | 384'169         | 075'880 | 308'289 | 19,75 %   | 80,25 %     | 0:22   | nein     |

### Gewährleistung des Rechts auf Arbeit
Erstmals lancierte die Sozialdemokratische Partei eine Volksinitiative. Ihr Urheber Albert Steck wollte «einen programmatischen Startschuss für die organisierte Arbeiterschaft» geben und neben dem Recht auf Arbeit eine Reihe staatlicher Massnahmen zur Bekämpfung der Arbeitslosigkeit in der Bundesverfassung verankern. In seinem Bericht ans Parlament verzichtete der Bundesrat zwar auf eine Empfehlung, doch der zuständige Volkswirtschaftsminister Adolf Deucher machte seine Ablehnung während der parlamentarischen Beratung deutlich. Beide Kammern lehnten die Initiative fast einstimmig ohne Gegenvorschlag ab. Auch wenn die Sozialdemokraten, der Grütliverein und der Gewerkschaftsbund die Initiative unterstützten, trat die Arbeiterbewegung nicht geschlossen in Erscheinung. Die Freisinnigen argumentierten, die Initiative strebe einen Umsturz der bestehenden Wirtschaftsordnung an. Letztlich führe die Verwirklichung des Rechts auf Arbeit dazu, dass das Privateigentum abgeschafft und sämtliche Betriebe verstaatlicht würden. Ausserdem sei für unbestrittene Verbesserungen wie unentgeltliche Arbeitsnachweise und die Unterstützung von Arbeitslosen keine Verfassungsänderung notwendig. Die Initiative scheiterte deutlich mit nicht einmal einem Fünftel Ja-Stimmen.

## Abstimmung am 4. November 1894

### Ergebnis
| Nr. | Vorlage                                                                                  | Art | Stimm- berechtigte | Abgegebene Stimmen | Beteiligung | Gültige Stimmen | Ja      | Nein    | Ja-Anteil | Nein-Anteil | Stände | Ergebnis |
| --- | ---------------------------------------------------------------------------------------- | --- | ------------------ | ------------------ | ----------- | --------------- | ------- | ------- | --------- | ----------- | ------ | -------- |
| 43  | Eidgenössische Volksinitiative «zur Abgabe eines Teils der Zolleinnahmen an die Kantone» | VI  | 690'250            | 502'864            | 71,88 %     | 496'101         | 145'462 | 350'639 | 29,32 %   | 70,68 %     | 8½:13½ | nein     |

### Zolleinnahmen an die Kantone
Angesichts der Einnahmenüberschüsse des Bundes und der gleichzeitigen finanziellen Probleme vieler Kantone entstand in katholisch-konservativen Kreisen die Idee einer Volksinitiative, die den Kantonen einen Anteil an den Zolleinnahmen sichern sollte. An der Unterschriftensammlung beteiligten sich auch die Bernische Volkspartei und der Eidgenössische Verein. Die im April 1894 eingereichte Initiative verlangte, dass ab 1895 zwei Franken pro Einwohner an die Kantone zu überweisen seien. Erstmals überhaupt nahm der Bundesrat Stellung zu einer Initiative und bezeichnete sie in scharfem Ton als Angriff auf die Bundesverfassung. Das von den Freisinnigen dominierte Parlament warf den Initianten einen «Beutezug» auf die Bundeskasse vor und empfahl die Vorlage deutlich zur Ablehnung, denn jährlich würden (bezogen auf die damalige Einwohnerzahl) sechs Millionen Franken vom Bund an die Kantone fliessen. Im polemisch geführten Abstimmungskampf zerbrach die konservative Allianz: Beim Eidgenössischen Verein scherte die Basler Sektion aus, während die Katholisch-Konservativen mit parteiinternem Widerstand aus der Ostschweiz konfrontiert wurden. Bei hoher Stimmbeteiligung endete die Abstimmung mit einer heftigen Niederlage für die Initianten.